# Коса (Слунь)
45°04′ пн. ш. 15°43′ сх. д. / 45.06° пн. ш. 15.71° сх. д.
Коса (хорв. Kosa) — населений пункт у Хорватії, у Карловацькій жупанії у складі міста Слунь.

## Населення
Населення за даними перепису 2011 року становило 15 осіб.
Динаміка чисельності населення поселення: